# Coupe de l'Outre-Mer 2008
La Coupe de l'Outre-Mer 2008 (en español: Copa de Ultramar 2008) fue la edición inaugural de la Coupe de l'Outre-Mer, un torneo de fútbol que reunió a las selecciones de las colectividades de ultramar francesas. La competición tuvo lugar entre el 24 de septiembre 2008 y el 4 de octubre de 2008 en Île-de-France, Francia. El campeón fue Reunión quien venció 2:1 a Martinica en la final.

## Sedes
- Stade Marville - La Courneuve (Seine Saint-Denis)
- Stade Jean Rolland - Franconville (Val d'Oise)
- Stade Municipal in Melun (Seine et Marne)
- Complexe Sportif Léo Lagrange - Bonneuil (Val de Marne)
- Stade Dominique Duvauchelle - Créteil (Val de Marne)
- Stade Olympique Yves-du-Manoir - Colombes (Hauts de Seine)
- Stade Léo Lagrange - Poissy (Yvelines)
- Stade Henri Longuet - Viry-Châtillon (Essonne)

## Participantes
- Guadelupe
- Martinica
- Guyana Francesa
- Reunion
- Nueva Caledonia
- Tahití
- Mayotte

### Equipos que deberían pero no compitieron
- San Pedro y Miquelón
- San Martín
- San Bartolomé
- Wallis y Futuna

## Fase de grupos
En esta fase a los equipos ganadores de un partido se le otorgaron 4 puntos por partido ganado, en caso de empate se acudió a la tanda de penaltis donde al ganador se le otorgó 2 puntos y al perdedor un 1 punto. Los primeros de cada grupo avanzaron a la final y los demás puestos jugaron una ronda de consolación.

### Grupo A
| Equipo          | Pts | PJ | PG | PE | PP | GF | GC | Dif |
| --------------- | --- | -- | -- | -- | -- | -- | -- | --- |
| Martinica       | 10  | 3  | 2  | 1  | 0  | 3  | 1  | +2  |
| Guadalupe       | 8   | 3  | 2  | 0  | 1  | 5  | 1  | +4  |
| Nueva Caledonia | 5   | 3  | 1  | 1  | 1  | 2  | 5  | -3  |
| Tahití          | 0   | 3  | 0  | 0  | 3  | 0  | 3  | -3  |

| Fecha                    | Lugar        |                 |  | Resultado |  |                 |
| ------------------------ | ------------ | --------------- |  | --------- |  | --------------- |
| 24 de septiembre de 2008 | La Courneuve | Tahiti          |  | 0:1       |  | Nueva Caledonia |
| 24 de septiembre de 2008 | La Courneuve | Guadalupe       |  | 0:1       |  | Martinica       |
| 27 de septiembre de 2008 | Melun        | Guadalupe       |  | 4:0       |  | Nueva Caledonia |
| 27 de septiembre de 2008 | Melun        | Martinica       |  | 1:0       |  | Tahiti          |
| 30 de septiembre de 2008 | Colombes     | Tahiti          |  | 0:1       |  | Guadalupe       |
| 30 de septiembre de 2008 | Colombes     | Nueva Caledonia |  | 1:1       |  | Martinica       |

### Grupo B
| Equipo           | Pts | PJ | PG | PE | PP | GF | GC | Dif |
| ---------------- | --- | -- | -- | -- | -- | -- | -- | --- |
| Reunión          | 8   | 2  | 2  | 0  | 0  | 8  | 1  | +7  |
| Guayana Francesa | 4   | 2  | 1  | 0  | 1  | 4  | 4  | 0   |
| Mayotte          | 0   | 2  | 0  | 0  | 2  | 3  | 10 | -7  |

| Fecha                    | Lugar              |                  |  | Resultado |  |                  |
| ------------------------ | ------------------ | ---------------- |  | --------- |  | ---------------- |
| 25 de septiembre de 2008 | Franconville       | Reunión          |  | 6:1       |  | Mayotte          |
| 28 de septiembre de 2008 | Bonneuil-sur-Marne | Guayana Francesa |  | 4:2       |  | Mayotte          |
| 1 de octubre de 2008     | Viry-Châtillon     | Reunión          |  | 2:0       |  | Guayana Francesa |

## Fase final

### Partido por el quinto lugar
| 3 de octubre de 2008 | Nueva Caledonia                        | 3:2 | Mayotte                                 | Stade Marville, La Courneuve |                       |
|                      | Pierre Wajoka 53' 87' Bertrand Kaï 58' |     | Tarmidhi Hamada 12' Ahamadi Houmadi 50' | Árbitro(s): Touranide        | Árbitro(s): Touranide |

### Partido por el tercer lugar
| 3 de octubre de 2008 | Guadalupe                                                                          | 4:0 | Guayana Francesa | Stade Marville, La Courneuve |  |
|                      | Fabien Jerome 6' · Lery Hannany 48' · Grégory Gendrey 60' · Jean-Luc Lambourde 80' |     |                  |                              |  |

### Final
| 4 de octubre de 2008 | Reunión             | 1:0 | Martinica | Stade Dominique-Duvauchelle, Créteil |                              |
|                      | Mamoudou Diallo 47' |     |           | Árbitro(s): Hervé Piccirillo         | Árbitro(s): Hervé Piccirillo |

### Campeón
| Coupe de l'Outre-Mer 2008 |
| ------------------------- |
| Bandera de Reunión        |
| Reunión 1º Título         |

## Goleadores
| 4 goles - Mamoudou Diallo | 3 goles - Lery Hannany |